# Jakob Prandtauer
Jakob Prandtauer (16. juli 1660 (dåbsdato) i Stanz bei Landeck – 16. september 1726 i Sankt Pölten) var en østrigsk arkitekt, der regnes som en af de mest betydende østrigske barokbygmestre.
Prandtauer var eneste søn af en bonde og skulle egentlig overtage gården. Han begyndte dog i stedet som 17-årig sin læretid hos Hans Georg Asam i Pettneu am Arlberg i delstaten Tyrol, og han nævnes i 1689 som billedhugger i Thalhaim i Niederösterreich. Til Schloss Thalheim fremstillede han til grev Albert Ernst Gurland først haveskulpturer og gesimser, siden et havehus og endelig et kapel. Her lærte han grevindens kammerpige Elisabeth Rennberger at kende, som han giftede sig med i kapellet den 17. juli 1702.
Som arkitekt er han mest kendt for sit hovedværk Stift Melk (1702-1736), som han arbejde på til sin død. Han byggede endvidere den barokke valfartskirke på Sonntagberg i Niederösterreich, og var fra 1708 efterfølger til Carlo Antonio Carlone til valfartskirkerne i Garsten og Christkindl. Sammen med Johann Bernhard Fischer von Erlach og Joseph Munggenast omdannede han det senmiddelalderlige Stift Herzogenburg til en barokbygning.
De fleste af hans projekter blev efter hans død videreført af hans nevø Joseph Munggenast.
1. ↑  Navnet er anført på engelsk og stammer fra Wikidata hvor navnet endnu ikke findes på dansk.